# Oligozoospermia
Oligozoospermia – obniżona liczba plemników w nasieniu.
Zgodnie z obowiązującymi od 2010 roku wartościami referencyjnymi wyznaczanymi przez WHO przy diagnozowaniu oligozoospermii należy wziąć pod uwagę dwie wartości:
- liczbę plemników na mililitr nasienia (prawidłowa wartość ≥ 15 mln/ml) – wyznacza się ją wykonując badanie ogólne nasienia, zliczając plemniki widoczne w określonej liczbie pól specjalnej kamery do zliczania obiektów pod mikroskopem. Ponieważ w kamerze mieści się ściśle określona objętość nasienia to przy użyciu określonych współczynników można określić liczbę plemników w mililitrze nasienia
- liczbę plemników w całym ejakulacie (prawidłowa wartość ≥ 39 mln) – uzyskuje się ją mnożąc liczbę plemników na mililitr, przez objętość nasienia (w mililitrach)

Aby nasienie uznać za prawidłowe (bez oligozoospermii) wystarczy aby jedna z powyżej wymienionych wartości była spełniona.
Wcześniejsze rekomendacje WHO, obowiązujące od 1992 do 2009 roku, podawały jako wartość graniczną liczebności plemników 20 mln plemników/ml lub 40 mln plemników/ejekulat. Obecnie zostały one obniżone do odpowiednio 15 mln/ml i 39 mln/ejakulat.
W ramach oligozoospermii wyróżnia się tzw. „ciężką postać oligozoospermii” oznaczającą liczebność < 5 mln plemników na mililitr. Skrajną postacią oligozoospermii jest kryptozoospermia.

## Diagnostyka
Oligozoospermię diagnozuje się na podstawie ogólnego badania nasienia. Istnieje szereg testów dodatkowych, które można przeprowadzić w celu lepszego zrozumienia przyczyn oraz dolegliwości towarzyszących oligocytospermii. Oligocytospermia może być także skomplikowana przez asthenozoospermię i teratozoospermię – jeśli te trzy dolegliwości występują jednocześnie mówi się o asthenooligoteratozoospermii.

## Leczenie
Leczenie w zależności od przyczyny oligozoospermii może przyjmować różne formy (np. leczenia chirurgicznego – np. w przypadku żylaków powrózka nasiennego, hormonalnego – przy zaburzeniach hormonalnych np. hypogonadyzmie, antybiotykoterapii – jeśli przyczyną jest stan zapalny). Powodem oligozoospermii są także czynniki środowiskowe, takie jak wysoka temperatura, zanieczyszczenie powietrza, stres, dieta nie zawierająca antyoksydantów, promieniowanie jonizujące, których należy unikać chcąc poprawić jakość nasienia, w tym liczebność plemników. Do innych przyczyn oligozoospermii należy zaliczyć czynniki genetyczne np. Zespół Klinefeltera, czy mutacje w chromosomie Y (w tym mutacje regionu AZF).
Przy skrajnych, nie poddających się leczeniu postaciach oligozoospermii szansą na posiadanie biologicznego potomstwa są metody wspomaganego rozrodu np. inseminacja domaciczna lub zapłodnienie in vitro / ICSI.